# レッドモス
The RedMoths（ザ・レッドモス）は、フランスと日本のビジュアル系・メタルバンドである。2022年に、ボーカルの零（レイ）とドラムのKyllEによって結成された。

## 歴史

### 結成初期（2022年 - 2023年）
The RedMothsは、ボーカルのRei、ドラムのKyllE、そしてトゥールーズのプロダクションBlue Nekoとの出会いをきっかけに、2022年に結成された。グループはBlue Nekoのアーティスティックサポートを受けながら活動を開始し、初のEPのレコーディングに着手した。
2023年にはリードギターのIcoが加入し、その後ベースのSankaが加わった。2024年には、美月（Mitsuki）がリズムギターとして正式にメンバーに加わる。

### MALUS（EP、2024年）
2023年末、The RedMothsはBlue Nekoのアーティスティックサポートのもとで、シングル「不健全の希望（Fukenzen no kibou）」の初のミュージックビデオを公開した。
2024年3月、同サポートとの提携終了後、楽曲「WHORE」の2本目のミュージックビデオを発表し、5曲入りの初EP『FORBIDDEN』を正式にリリースした。
Ils donnent à cette période leur premier concert au festival Court ou Long, à Rieumes (France).

### 『FORBIDDEN』（EP、2024年）
2024年秋、完全にインディペンデントとなったThe RedMothsは、6曲入りの2枚目のEP『MALUS』をリリースした。
彼らはトゥールーズでリリースパーティーを開催し、チケットは完売となった。

### ツアーと進化（2024年 - 2025年）
この時期、The RedMothsはリヨン（フランス）の「Japan Touch」や、プレザンス＝デュ＝タッチ（フランス）の「Manga Touch」など、いくつかの主要イベントに出演した。
一連のライブの後、2025年4月にベーシストのSankaとの別れを発表し、4人体制での活動を継続することとなった。

## メンバー

### 現メンバー
- 零（レイ） - ボーカル（2022年 - ）
- イコ - リードギター（2023年 - ）
- 美月（ミツキ） - リズムギター（2024年 - ）
- KyllE - ドラム（2022年 - ）

### 旧メンバー
- 山歌（サンカ） - ベースギター（2023年 - 2025年）

## ディスコグラフィ

### EP
- FORBIDDEN（2024年）[6]
- MALUS（2024年）[6]

### シングル
- 2023年10月13日 : Fukenzen no kibou (不健全の希望)
- 2024年3月8日 : WHORE

## 主なライブ・出演歴
- 2024年6月29日 - Festival Court ou Long（リウム、フランス）
- 2024年11月8日 - 『MALUS』リリースパーティー（トゥールーズ、フランス）
- 2024年12月1日 - Japan Touch[10][11][12]（リヨン、フランス）
- 2025年4月6日 - Manga Touch[13][14]（プレザンス＝デュ＝タッチ、フランス）